# Mariefred
Mariefred es una localidad sueca de 3813 habitantes que por motivos históricos tiene privilegio de ciudad pese a su escasa población. Forma parte del municipio de Strängnäs, en la provincia de Södermanland. Se localiza a orillas del lago Mälaren, a 65 kilómetros de Estocolmo. De 1605 a 1970 constituyó un municipio independiente.
El nombre de la ciudad, originalmente llamada Gripsholm, deriva de un monasterio medieval que hubo en el sitio, la cartuja de Mariefred (monasterium pacis Mariae). El nombre significa en castellano "paz de María".
La mayor parte de los edificios de Mariefred son de madera, destacándose el antiguo ayuntamiento, en estilo imperio gustaviano, y la mansión Callander, actualmente un museo local. El lugar de la iglesia cartusiana es ocupado por el templo parroquial de Mariefred, una iglesia de piedra del siglo XVII. El principal monumento de la ciudad es, sin embargo, el castillo de Gripsholm, una bella y bien conservada obra renacentista del siglo XVI que hoy alberga la Colección Nacional de Retratos de Suecia.
El turismo juega un papel importante en la economía de Mariefred.

## Personajes célebres
- Segismundo III Vasa (1566-1632). Rey de Suecia y Polonia, nació en el castillo de Gripsholm mientras su familia estaba cautiva.
- Carl Michael Bellman (1740-1795). Compositor. Vivió durante un verano en una casa de Mariefred que todavía se conserva,
- Kurt Tucholsky (1890-1935). Escritor alemán, residió en Mariefred durante su exilio en Suecia y está sepultado en el cementerio de la ciudad.
- Lisa Ekdahl (1973-). Cantante de jazz y pop. Creció en Mariefred.
- Mikael Samuelsson (1976-). Jugador de hockey sobre hielo, miembro del Triple Gold Club. Nació en Mariefred.

## Galería

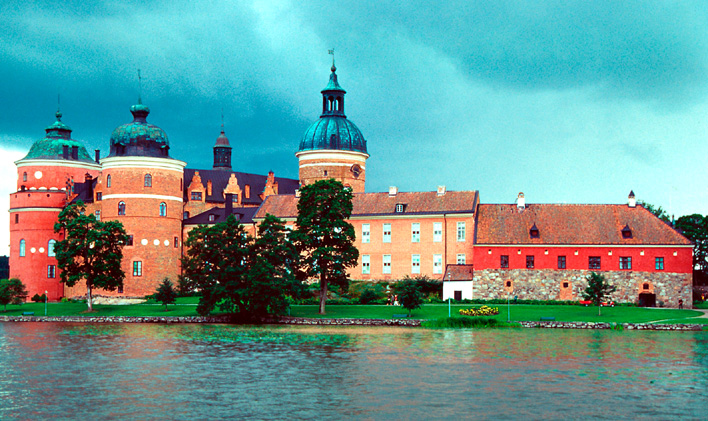
Castillo de Gripsholm
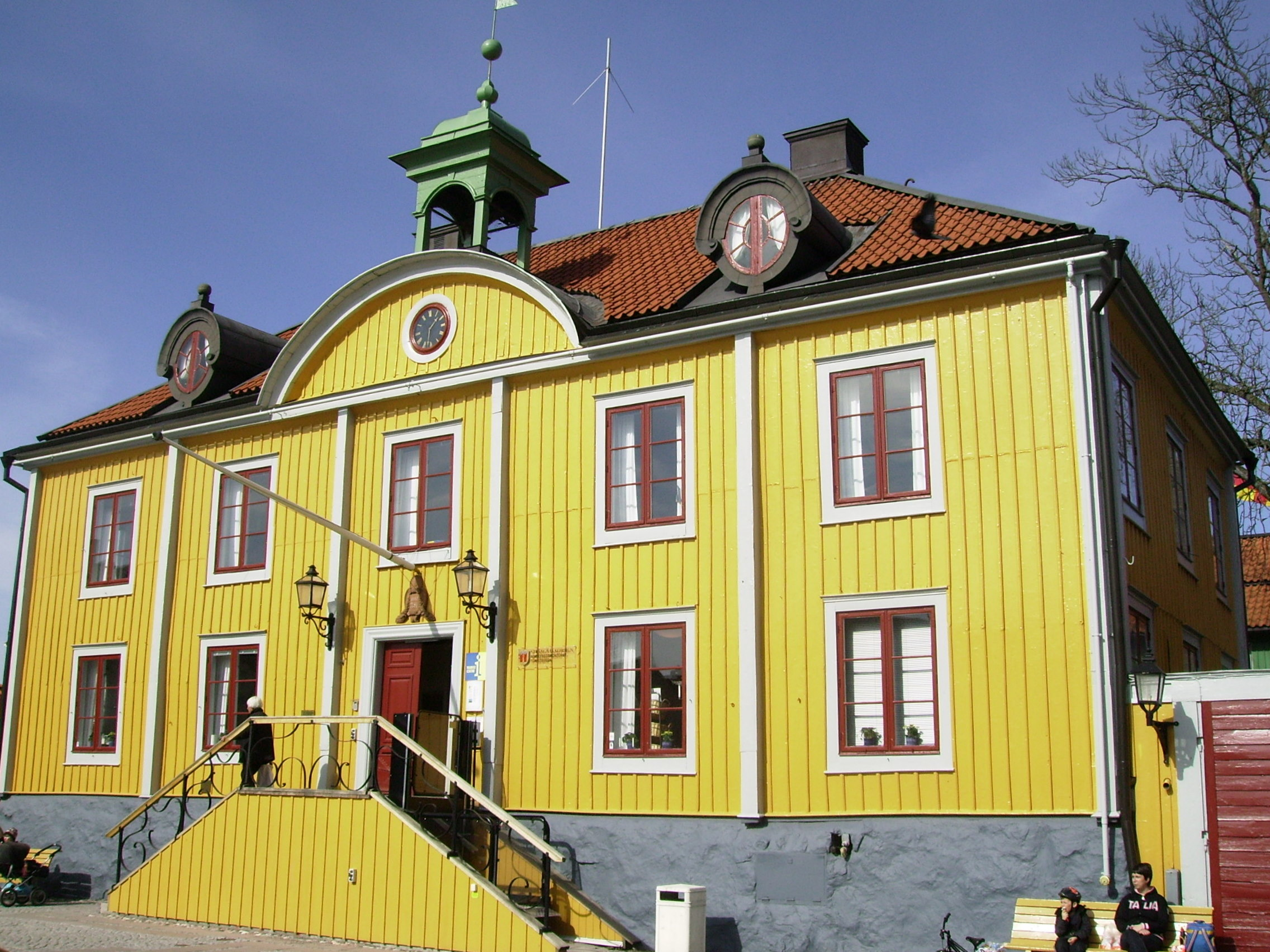
Antiguo ayuntamiento
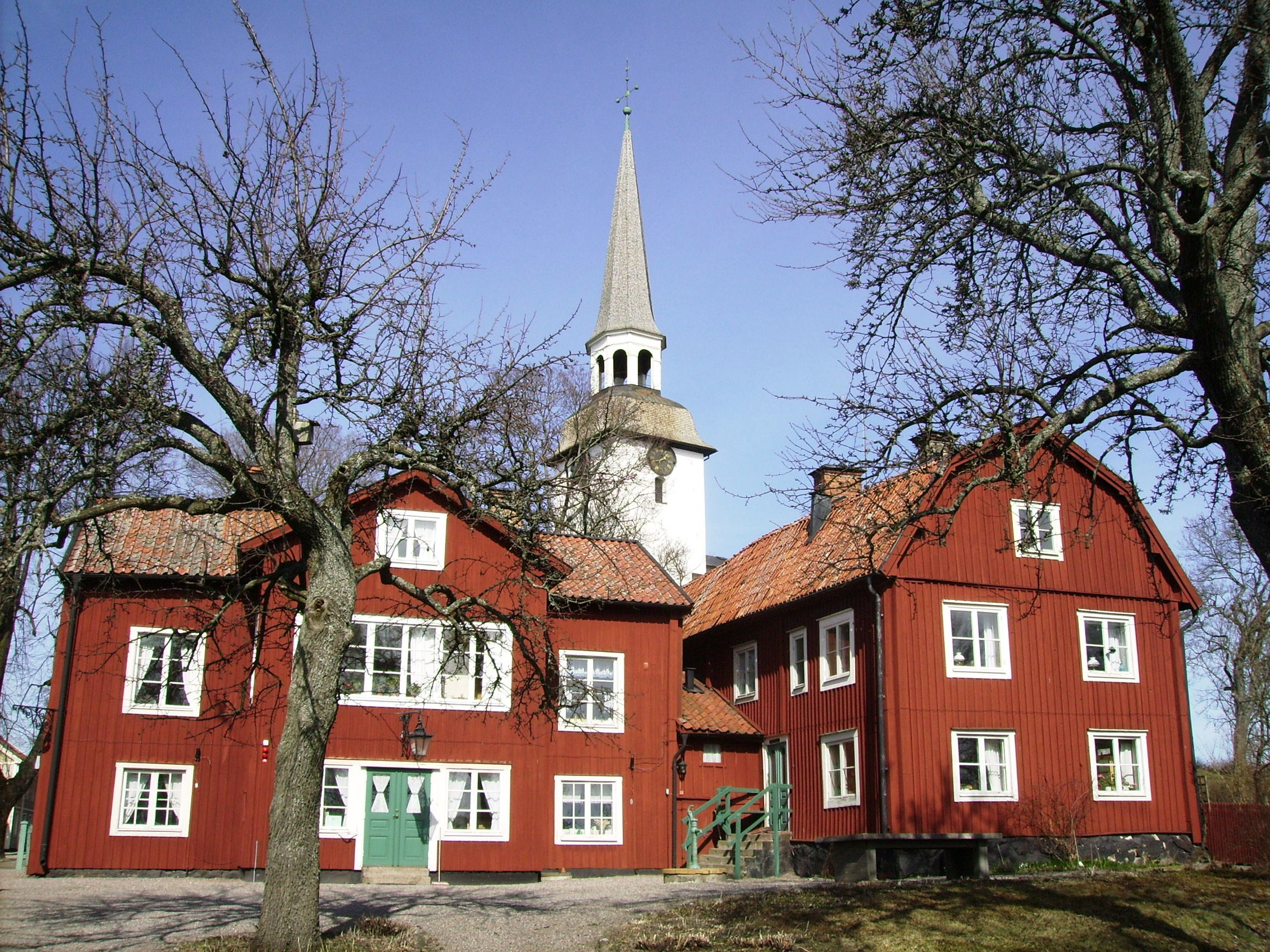
La mansión Callender
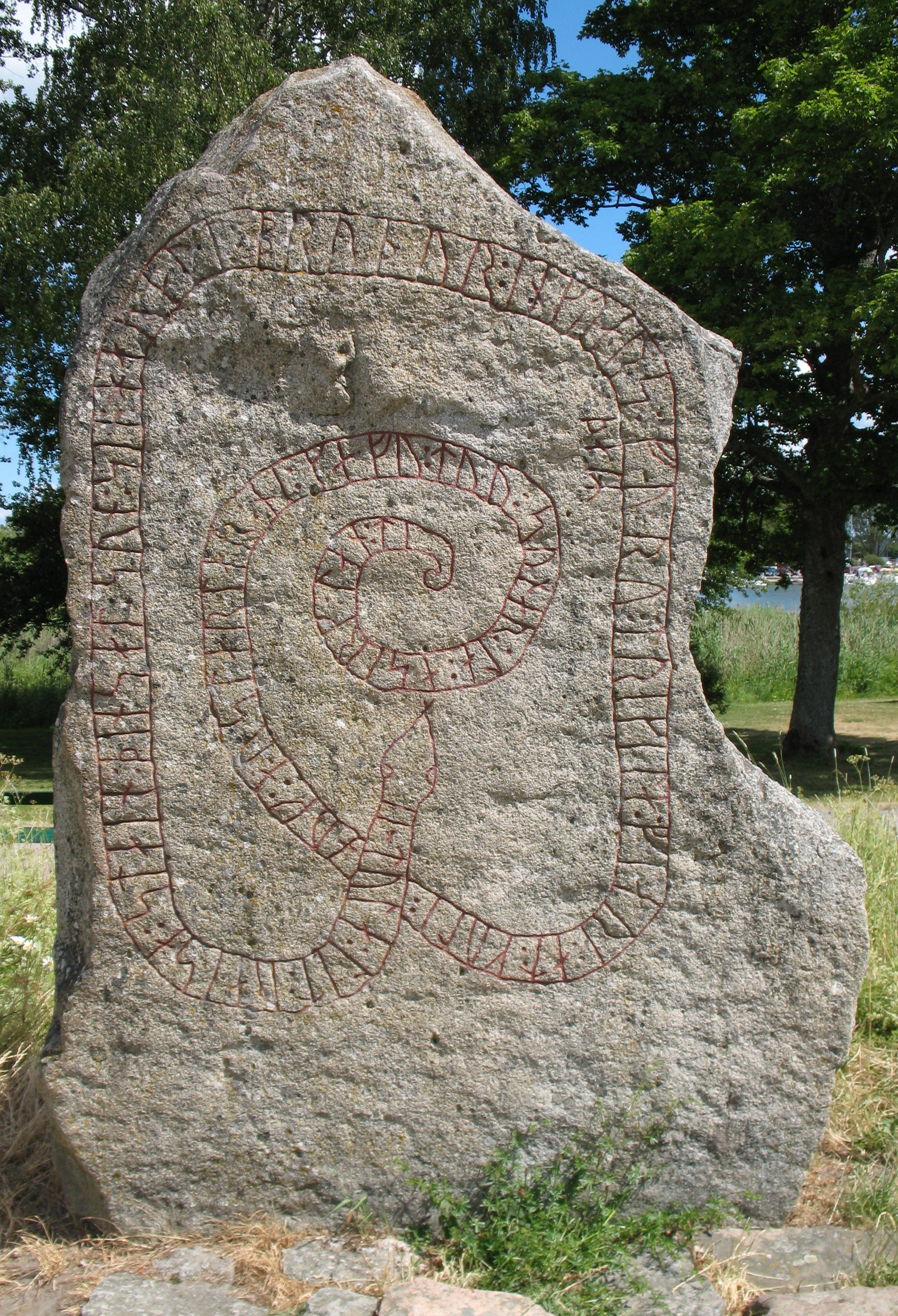
Piedra rúnica de Gripsholm